# Alexander Zickler
Alexander Zickler (* 28. února 1974, Bad Salzungen) je bývalý německý fotbalista.
Hrál jako útočník, především za Bayern Mnichov a Salcburk.

## Hráčská kariéra
Alexander Zickler hrál jako útočník za Dynamo Drážďany, Bayern Mnichov, Salcburk a LASK Linz. S Bayernem vyhrál Pohár UEFA a Ligu mistrů.
Za Německo hrál 12 zápasů a dal 2 góly.

## Úspěchy
Bayern Mnichov
- Německá liga (7): 1993–94, 1996–97, 1998–99, 1999–2000, 2000–01, 2002–03, 2004–05
- Německý pohár (4): 1997–98, 1999–2000, 2002–03, 2004–05
- Liga mistrů UEFA: 2000–01
- Pohár UEFA: 1995–96
- Interkontinentální pohár: 2001

Salcburk
- Rakouská liga (3): 2006–07, 2008–09, 2009–10

Individuální
- Král střelců rakouské ligy (2): 2006–07, 2007–08
- Nejlepší hráč rakouské ligy či pocházející z Rakouska: 2005–06